# Peter Habeler

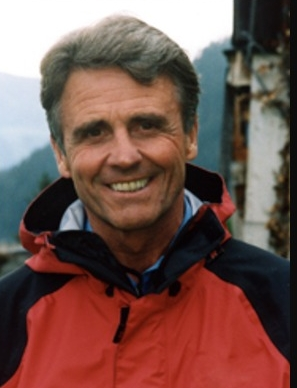
Peter Habeler (2017)

Peter Habeler (geboren am 22. Juli 1942 in Mayrhofen, Zillertal) ist ein österreichischer Bergsteiger, Kletterer und Bergführer. 1975 war er der erste Mensch, der einen Achttausender (den Hidden Peak) ohne Sauerstoff im Alpinstil bestieg – dies war ein Durchbruch im Höhenbergsteigen. Im Jahr 1978 bestieg er zusammen mit Reinhold Messner erstmals ohne zusätzlichen Sauerstoff den Mount Everest.
Dem Zillertaler gelangen spektakuläre Erstbegehungen in den amerikanischen Rocky Mountains; er war der erste Europäer an den Big Walls im Yosemite-Nationalpark in Kalifornien (USA). Dort kletterten er und Doug Scott als zwölfte Seilschaft die Route Salathé Wall in der El-Capitan-Südwestwand, die damals eine der schwersten Mehrseillängentouren der Welt war. Im Jahr 1969 kletterte er erstmals mit Reinhold Messner in einer erfolgreichen Seilschaft.

## Leben
Peter Habeler wurde in Mayrhofen, Zillertal, als Sohn von Ella und Roman Habeler aus Pottschach geboren. Er hatte einen fünf Jahre älteren Bruder, Roman junior. Als er acht Jahre alt war, starb sein Vater an einer Lungenkrankheit. Da seine Mutter arbeitete und großzügig war, ließ sie ihren Söhnen viele Freiheiten, und Habeler wagte sich immer weiter in die Berge; bereits als Zehnjähriger bestieg er hohe Gipfel der Zillertaler Alpen wie den Olperer. Er begleitete häufig den Bergführer Toni Volgger, der Habeler beibrachte, dass Schnelligkeit am Berg wichtig ist. Diese Begegnungen festigten seinen Wunsch, ebenfalls Bergführer zu werden. Seine Mutter befürwortete jedoch einen „richtigen“ Beruf, daher entschied sich Habeler, Glasmaler zu werden, und besuchte vier Jahre lang die Glasfachschule in Kramsach am Fuß des Rofangebirges.
Sein Wunsch blieb aber bestehen, daher legte Habeler 1965 die Bergführerprüfung ab, bereits ein Jahr später wurde er in das Ausbildungsteam der österreichischen Berg- und Skilehrer berufen. In dieser Eigenschaft wurde er im Jahr 1967 Ausbildner in der persischen Armee, um dort Bergführer auszubilden. Von 1972 bis 1979 arbeitete er als Ausbildungsreferent im Verband Österreichischer Berg- und Skiführer, gab die Position aber auf, da er sich vermehrt Expeditionen widmete. Danach war er Obmann der Sektion Zillertal. 1973 gründete Habeler in Mayrhofen eine Alpinschule.

## Alpinistische Karriere
1963 lernte er den Osttiroler Sepp Mayerl kennen. Dieser lehrte ihn alles, was im alpinen Klettern wichtig ist. Sie unternahmen gemeinsam Routen im Wilden Kaiser, im Karwendelgebirge und in den Dolomiten. Alles, was zu dieser Zeit wichtig war, wurde von den beiden in Angriff genommen. Ihr Tourenbuch umfasste Routen wie die „Comici“ an der Großen Zinne, den „Südpfeiler“ an der Marmolata oder die „Philipp/Flamm“ in der Civetta. Mit Sepp Kreidel gelangen ihm Erstbegehungen in den Zillertaler Alpen wie die Südwestpfeiler-Verschneidung an der Reichenspitze, einer in seiner Zeit sehr schweren Route, die erst 45 Jahre später wiederholt wurde.
Im Sommer 1967 wurde Habeler von der ENSA (Ecole Nationale de Ski et d’Alpinisme) nach Chamonix eingeladen. Jeweils zwei Bergsteiger aus einem Land sollten ihr Können zeigen, Habeler und Michl Meier wollten den Frêneypfeiler und den Grand Pilier d’Angle am Montblanc besteigen, beides sehr ambitionierte Vorhaben. Sechs Jahre zuvor waren beim Versuch der Erstbesteigung des Frêneypfeilers vier Kletterer gestorben (Frêney-Tragödie). Vom 11. Juli bis zum 13. Juli 1967 durchstiegen sie die gefürchtete Wand erfolgreich, es war erst die dritte Begehung überhaupt. Wenige Tage danach glückte den beiden auch noch die ebenfalls dritte Begehung des Grand Pilier d’Angle am Mont Blanc.
Im Sommer 1966 lernte Habeler Reinhold Messner kennen; mit ihm machte er einige große Alpintouren in Chamonix, darunter solche unter schlechten Wetterbedingungen. Im Jahre 1969 nahm Habeler an einer Expedition an den Yerupaja Grande, den mit 6635 Metern zweithöchsten Gipfel Perus, teil. Die siebenköpfige Expedition wollte diesen und den Nachbargipfel über noch nicht begangene Routen besteigen. Dem Duo Habeler/Messner gelang dies am 18. Juli über eine Route, sie kamen allerdings nicht ganz bis zum Gipfel, dem Duo Sepp Mayerl/Egon Wurm gelang einige Tage später über dessen Südostpfeiler die Besteigung. Habeler und Messner gelang einige Tage später noch die Erstbesteigung des Yerupaja Chico, des 6121 Meter hohen Nachbargipfels. Im Sommer 1974 erstieg das Duo Habeler/Messner die Nordwand des Matterhorns erfolgreich, obwohl ein Schlechtwettereinbruch mit Blitz und Schnee das Vorhaben massiv erschwerte. Kurz darauf durchstiegen sie abwechselnd führend die Nordwand des Eiger in nur knapp zehn Stunden.
Habeler bestieg 1975 mit der italienischen Kletterin Tiziana Weiss die Mauk-Westwand und überlebte einen 50 Meter langen Sturz. Zwei Wochen später bestieg er den Hidden Peak (8068 Meter) als Erster ohne zusätzlichen Sauerstoff – die erste Besteigung eines Achttausenders im Alpinstil. Reinhold Messner folgte ihm kurz danach. Sein größter Erfolg war im Mai 1978 die erstmalig ohne zusätzlichen Sauerstoff durchgeführte Besteigung des Mount Everest, ebenfalls zusammen mit Reinhold Messner. Danach gingen Habeler und Messner aber getrennte Wege, Auslöser war eine Auseinandersetzung über Messners Vermarktung der Everest-Besteigung.
Aber Höhenbergsteigen ließ ihn nicht los, und 1985 bestieg er gemeinsam mit Michl Dacher und Udo Zehetleitner den Nanga Parbat (8125 Meter), 1986 mit einer Schweizer Expedition den Cho Oyu (8188 Meter) und 1988 mit Carlos Buhler und Martin Zabelata den Kangchendzönga (8598 Meter). 1995 gelang ihm die Besteigung der Ama Dablam (6856 Meter).
Kurz vor seinem 75. Geburtstag durchstieg er gemeinsam mit dem damals 26-jährigen David Lama abermals die Eiger-Nordwand und war mit 74 Jahren der bis dahin Älteste, dem dies gelang. Zurück im Tal, kommentierte Habeler dies mit den Worten: „Dankbarkeit ist das wichtigste Wort, das mir einfällt. Dankbarkeit gegenüber David (…), Dankbarkeit gegenüber dem Schicksal, das es mir erlaubt, mit 75 Jahren immer noch in so guter Verfassung durch diese anspruchsvolle Wand zu steigen.“
2021 fasste Habeler zusammen, dass sich Klettern und Bergsteigen sehr verändert hätten: Die Bergsteiger früherer Zeiten hätten Tolles geleistet, die Jungen heutzutage würden mit intensivem Training und besserer Ausrüstung Schwierigkeiten und Zeiten bei weitem übertreffen. Aber auch die Umwelt verändere sich: Die Gletscher gingen massiv zurück, der Permafrost taue auf, es gäbe mehr Steinschlag, das Gebirge werde bröckeliger – in Summe wäre es gefährlicher geworden. Dafür gäbe es heute ein deutlich verbessertes Umweltbewusstsein, sodass zum Beispiel der Naturpark Zillertal geschaffen werden konnte, der die Natur vor weiteren Eingriffen bewahre. Auch der weitere Ausbau der Schigebiete und die Vernetzung von Schigebieten würden zunehmend kritisch gesehen.

## Privatleben
Habeler hat aus erster Ehe zwei Söhne. Seit 2005 ist er mit Jutta Wechselberger, Ärztin aus Tux, zusammen. Sie heirateten am 22. Juli 2022 zu seinem 80. Geburtstag.

## Ehrungen
In den Tuxer Alpen wurde ein Wanderweg nach ihm benannt, die Peter-Habeler-Runde. Dieser rund 55 Kilometer lange Höhenwanderweg ist in sechs Etappen unterteilt und wurde Peter Habeler zum 70. Geburtstag gewidmet.
2020 wurde eine neu beschriebene Schmetterlingsart vom Erstbeschreiber Peter Huemer als Habelers Nelken-Palpenfalter (Caryocolum habeleri) benannt. Dieser wurde in den Alpen entdeckt und kommt nur in Regionen zwischen Südfrankreich, der Schweiz und Südostdeutschland vor. Zwei andere neu beschriebene Falter derselben Gattung benannte Peter Huemer nach David Lama und Reinhold Messner. Der Benenner wählte damit außergewöhnliche Alpinisten als Namensgeber, die „auch einen besonderen Bezug zu Natur- und Artenschutz haben“.
Peter Habeler ist Ehrenmitglied im Kuratorium des Arbeitskreises Christlicher Publizisten.
Für seine zahlreichen Veröffentlichungen und sein Werk in den Bergen wurde Peter Habeler im September 1999 von der österreichischen Regierung zum Professor ernannt.

## Publikationen
- Der einsame Sieg. Mount Everest ’78. Goldmann, München 1978, ISBN 3-442-03740-9; Frederking und Thaler, München 2000, ISBN 3-89405-098-5
- Auf den Bergen der Welt zuhause. Goldmann, München 1982, ISBN 3-442-06522-4
- mit Wendelin Weingartner: Unsere schönsten Skitouren in Tirol. Tyrolia-Verlag, Innsbruck/Wien 1999, ISBN 3-7022-2223-5
- mit Karin Steinbach: Das Ziel ist der Gipfel. Tyrolia-Verlag, Innsbruck/Wien 2007, ISBN 978-3-7022-2812-5; Malik, München 2009, ISBN 978-3-492-40365-8, Neuauflage 2022, ISBN 978-3-7022-4059-2